# Umidificazione
L'umidificazione è un'operazione unitaria in cui una corrente di aria insatura viene messa in contatto con acqua, in modo da avere un raffreddamento dell'acqua.
Il raffreddamento dell'acqua è dovuto al fatto che l'aria in uscita dalla torre di raffreddamento trascina con sé parte dell'acqua, che quindi evapora, sottraendo calore all'acqua sotto forma di calore latente di evaporazione. Si rende quindi necessaria un'operazione di reintegro (in inglese makeup) dell'acqua nel circuito di raffreddamento.
Nello studio dell'operazione di umidificazione si fa riferimento a grandezze proprie della psicrometria.